# Zanè
Zanè (Xanè in veneto) è un comune italiano di 6 493 abitanti della provincia di Vicenza in Veneto.

## Origini del nome
Anticamente era detta Zanade. Tra le varie ipotesi sull’origine del toponimo, secondo una prima deriverebbe da dianus, da cui agri dianati, terrea dianate, con significato di località esposte a mezzogiorno; una seconda ne vede l'origine nel nome proprio Johannes, "Giovanni".

## Storia
Il nome di Zanè appare per la prima volta in un documento del 1014 in cui l’Imperatore Enrico II, re d’Italia, donava ai suoi capitani, i fratelli Giovanni e Negro Verlati, molti beni nella zona.
L'abitato è certamente di origine medioevale; medievale, ad esempio, è la chiesetta di San Giuseppe che forse faceva parte di un complesso conventuale, così come la galleria che corre nel sottosuolo in prossimità del centro; realizzata per l'approvvigionamento idrico di Thiene, essa parte da Santorso, alle pendici del Summano, e termina al castello di Thiene. Nel 1297 la chiesa di San Pietro era registrata sotto la giurisdizione della chiesa matrice Santa Maria di Thiene.
Nel 1302 l'abitato e il territorio si staccò da Thiene per formare quello che poi sarebbe diventato il comune di Zanè. Nel 1314 l'abitato venne completamente distrutto dalle truppe padovane che si opponevano agli Scaligeri, che tre anni prima avevano assoggettato il Vicentino.
Nel 1337, durante la dominazione scaligera, il territorio di Zanè, come quello degli altri Comuni della zona, fu sottoposto sotto l'aspetto amministrativo al Vicariato civile di Thiene e tale rimase sino alla fine del XVIII secolo.
Nel corso dei secoli il paese seguì sempre le vicende di Thiene e del territorio vicentino.

### Simboli
Lo stemma di Zanè è stato concesso con D.P.C.M. del 4 febbraio 1961.
Il gonfalone, concesso con D.P.R. del 28 aprile 1961, è un drappo partito di giallo e di azzurro.

## Monumenti e luoghi d'interesse

### Architetture religiose
- Chiesa parrocchiale dedicata ai SS. Pietro e Paolo Apostoli. La chiesa risale al 1262 come risulta dal codice A dell’Archivio della città di Vicenza; un altro documento del 1376 conferma la sua appartenenza alla cittadina. Anticamente accanto alla parrocchiale esisteva un ospizio per i pellegrini, come risulta in un documento del 1357. La costruzione dell'edificio attuale è invece del Settecento. All'interno cinque altari in stile barocco in marmi tra i più pregiati: rosso di Francia e africano, diaspro siciliano; il tabernacolo è in marmo di Carrara. Vi è anche una pala attribuita ad Alessandro Maganza (1556-1630 c.a).
- Chiesa dedicata alla Beata Vergine Maria. La chiesa è situata nella zona "Campagne" del comune, costruita in epoca moderna per questo priva di rappresentazioni artistiche di periodi antichi.
- A Zanè esistevano altre due chiese, una dedicata a San Rocco e l’altra a Santa Maria e San Giuseppe; quest’ultima, come risulta da un documento del 1587, era un oratorio retto da una confraternita religiosa.
- In tempi più recenti esisteva una chiesa dedicata a San Giuseppe, che al suo interno aveva due bellissimi affreschi di Paolo Veronese[5].

### Architetture civili
- Villa Panozzo

Edificio del Settecento dalle linee semplici. Parte delle barchesse e delle adiacenze sono state demolite in epoca recente per costruire la scuola materna.

## Società

### Evoluzione demografica
Abitanti censiti

## Cultura

### Biblioteche
Nel capoluogo vi è la Biblioteca civica, intitolata a Carlo Goldoni, che fa parte della rete di biblioteche vicentine "Biblioinrete", insieme alla maggior parte della biblioteche appartenenti alla Rete Bibliotecaria Vicentina.

### Scuole
A Zanè vi sono una scuola dell'infanzia (privata paritaria) intitolata a San Giuseppe, una scuola primaria (intitolata a Liliana Martini) e una scuola secondaria di primo grado statali (intitolata a Don Lorenzo Milani), facente parte dell'Istituto Comprensivo Carrè, Chiuppano, Zanè.

### Tradizioni, appuntamenti e folclore
Le sagre paesane sono tre:
- La sagra dedicata al santo patrono, che si svolge durante la settimana del 19 marzo, giorno di san Giuseppe.
- La sagra dei bigoli co' l'arna, che si svolge la prima domenica di ottobre dai primi anni settanta, dove vengono serviti i classici bigoli all'uovo con sugo d'anatra. L'edizione 2018 non si terrà per il mancato rinnovo della presidenza Della pro loco.
- La più recente Festa delle Rose, che dal 1985 si tiene dall'ultimo giovedì di maggio al 2 giugno nello spazio circostante alla chiesa Beata Vergine Maria; vengono invitati cantanti, pattinatori, ballerini locali.

Ogni estate nel cortile della biblioteca civica ha luogo il festival "Cascina Irma", kermesse musicale con ospiti nazionali ed internazionali del panorama Indie Rock. L'evento giunge nel 2017 alla sua decima edizione.

### Gastronomia
- Piatto tipico sono i Bigoli co' l'arna (bigoli con l'anatra - o bigoli al sugo d'anatra), a base di "bigoli" (spaghetti di pasta fresca all'uovo di diametro di circa 3/4 mm) conditi con sugo di anatra. Sono il piatto tradizionale alla base dell'omonima sagra che si tiene la prima domenica di ottobre.

## Geografia antropica
Le contrade di Zanè sono: Centro, dove ha sede la parrocchia dei Santi Pietro e Paolo, Campagne, dove ha sede la parrocchia della Beata Vergine Maria Immacolata, Casette e Corte, rispettivamente a nord e a sud del territorio comunale.

## Economia
Il comune confina con due centri intensamente industrializzati come Schio e Thiene e ne ha risentito positivamente evolvendo la sua economia in quella tipicamente industriale: a Zanè si contano infatti numerose imprese, sia a carattere industriale, sia a carattere artigianale che richiamano manodopera da altri comuni. I settori di maggior rilievo sono il tessile, il meccanico (fu sede della Moto Laverda tra il 1994 e il 2000) e quelli delle confezioni, del mobilio e cartario.

## Amministrazione
| Periodo | Periodo   | Primo cittadino   | Partito                          | Carica  | Note |
| ------- | --------- | ----------------- | -------------------------------- | ------- | ---- |
| 1985    | 1990      | Silvano Guglielmi | Democrazia Cristiana             | Sindaco |      |
| 1990    | 1995      | Riccardo Galletti | Democrazia Cristiana             | Sindaco |      |
| 1995    | 2004      | Riccardo Galletti | Liste civiche di centro-sinistra | Sindaco |      |
| 2004    | 2014      | Alberto Busin     | Liste civiche di centro-destra   | Sindaco |      |
| 2014    | 2024      | Roberto Berti     | Lista civica Uniti per Zanè      | Sindaco |      |
| 2024    | in carica | Alberto Busin     | Lista civica Impegno per Zanè    | Sindaco |      |